# هيتويوشي ساتومي
هيتويوشي ساتومي (باليابانية: 里見 仁義) (مواليد 13 مايو 1983)، هو لاعب كرة قدم ياباني سابق كان يلعب كلاعب وسط.

## وصلات خارجية
- هيتويوشي ساتومي على موقع رابطة كرة القدم اليابانية للمحترفين (اليابانية)